# 数码宝贝幽灵游戏角色列表
数码宝贝幽灵游戏角色列表 是日本东映动画于2021年-2023年制作的第九作电视动画《数码宝贝幽灵游戏》的登场人物和数码兽一览表。

## 设定
2020年12月7日万代宣布启动「生命手环」（Vital Bracelet），2021年3月13日发售「生命手环 数码怪兽」（Vital Bracelet Digital Monster）。2021年8月2日万代宣布展开IP联动项目「生命手环系列」（Vital Bracelet Series），2021年10月2日发售「生命手环 数码器-V-」（Vital Bracelet Digivice-V-）。2022年6月16日万代宣布展开IP联动项目「生命手环BE」（Vital Bracelet BE），2022年11月24日发售「生命手环BE 数码怪兽25周年套装」（Vital Bracelet BE Digital Monster 25th Anniversary Set），2022年11月26日发售「生命手环BE 数码器-VV-」（Vital Bracelet BE Digivice-VV-），2023年4月29日发售「生命手环BE 数码怪兽 特别选择套装」（Vital Bracelet BE Digital Monster Special Selection Set）。
2021年8月1日「数码祭2021」（デジフェス2021）上正式公布，2021年10月3日-2023年3月26日《数码宝贝幽灵游戏》接档《数码宝贝大冒险：》，为时隔多年来数码宝贝系列再次出现的连续档期，亦为万代「生命手环系列」的联动宣传动画。本作是数码宝贝系列中话数和时长仅次于《数码宝贝合体战争》的作品，也是富士电视台系列所放映的数码宝贝系列中话数最多、时间最长的作品。

## 登场角色

### 主角群
天之河宙（Amanokawa Hiro）
配音：田村睦心（日本）
私立叶樱学院中等部，初中一年级→初中二年级，13岁→14岁。
由于童年经历，任何事都靠自己解决，常常成为大家的依靠。不擅拒绝他人，有很强的探索精神，但却常抑制自己孩子的一面。父亲天之河北斗是发明家，母亲在国外从事NPO工作。在初中入学式那天，父亲失踪。与伽马兽相遇后，对数码兽产生了兴趣。
月夜野瑠璃（Tsukiyono Ruli）
配音：小林优（日本）
中高一贯制女子学校，初中一年级→初中二年级，13岁→14岁。
月夜野家族的子孙，宇田川葵和柏木美佳的同班同学兼朋友。运营着社交网络上人气急速上升中的账号「Lirurun」（りるるん），朋友众多，社交达人。寻找着适合自己的东西，什么都想一股脑钻进去。
東御手洗清司郎（Higashimitarai Kiyoshiro）
配音：石田彰（日本）
私立叶樱学院中等部，男生宿舍长，初中二年级→初中三年级/硕士研究生→博士研究生，14岁→15岁。
从小在美国跳级留学的天才少年，13岁研究生毕业。因沉迷于ACG文化，14岁回到日本，一边在科研机构从事研究以及在科技公司担任顾问，另一边又在初中体验普通学生的生活。15岁取得情报工学博士。平时一副高高在上的样子，实际胆小且有中二病。

### 主角群搭档数码兽
伽马兽（Gammamon）
配音：泽城美雪（日本）
天之河宙的搭档数码兽。父亲天之河北斗失踪后托付给他的数码兽。额头上长出的两个硬质角是有助于攻防的武器。背后的小翅膀可以让身体浮起，也可以稍微飞行一下。好奇心超旺盛，看到什么都喜欢先咬一口看看。非常顽皮，但是很听宙的话，自称为宙的「弟弟」。最喜欢的食物是巧克力，被牠誉为「最强」。
成长期，角龙型，病毒种。
必杀技：幼角突击（刺角突击/角击）（Horn Attack）
進化順序：
参宿四伽马兽（贝特尔伽马兽）（Betel Gammamon）
成熟期，龙人型，疫苗种。
必杀技：太阳之拳（太阳猛击/太阳拳击）（Sol Blow）
箕宿三伽马兽（卡乌斯伽马兽）（Kaus Gammamon）
成熟期，龙人型，数据种。
必杀技：乌尔德脉冲（昔神星冲击/小行星167冲击）（Urda Impulse）
弧矢一伽马兽（威兹伽马兽）（Wezen Gammamon）
成熟期，角龙型，数据种。
必杀技：赛德娜（Sedna）
轩辕十四伽马兽（格鲁斯伽马兽）（Gulus Gammamon）
成熟期，龙人型，病毒种。
必杀技：黑暗帕勒斯（黑暗牧神星）（Dark Pales）
卡诺维斯兽（仙翁白星兽）（Canoweissmon）
完全体，天龙型，疫苗种。
必杀技：高卢撕裂（高卢星裂隙）（Gallia Fissure）
轩辕十四兽（雷古勒斯兽）（Regulusmon）
完全体，邪龙型，病毒种。
必杀技：卡吕普撕咬（卡利普噬咬/死咬裂盾）（Kalyp Bite）
天狼星兽（Siriusmon）
究极体，光龙型，疫苗种。
必杀技：光子冲击波（光子铳击/光之冲击枪）（Photon Blaster）
侦察兽（特工兽/谍鼠兽）（Espimon）
配音：小林由美子（日本）
天之河宙的搭档数码兽。虽然是成长期但性格沉着冷静，经常主动帮助主角数码兽伽马兽，不过也经常表现出孩子的一面，比如会擅自将伽马兽存下来的巧克力吃掉。另外，侦察兽似乎在寻找一个叫「天之河宙」的人，但却坚持认为天之河宙并非自己要找的人。后来开始寄居在宙的寝室里并成为搭档。
成长期，改造型，病毒种。
必杀技：旱獭炸弹（土拨鼠爆弹/土拨鼠炸弹）（Mot Bomb）
進化順序：
悬浮侦察兽（悬浮特工兽/悬浮谍鼠兽）（Hover Espimon）
成熟期，改造型，病毒种。
必杀技：印章导弹（刻印导弹）（Stamper Missile）
安哥拉兽（Angoramon）
配音：中井和哉（日本）
月夜野瑠璃的搭档数码兽。长耳还可以通过旋转让自己慢慢地飞翔。为了维持庞大的体格必须食欲旺盛，只有在肚子饿得咕咕叫时才会失去感知敌人的超强听觉。听觉敏锐，可以准确分辨远处的声音。不喜战斗，性格稳重，通过长耳察觉到从远处接近的敌人并回避战斗。对数码世界十分熟悉，喜欢听瑠璃弹钢琴。
成长期，兽型，疫苗种。
必杀技：双重金勾臂（双金臂勾/双倍金臂勾）（Double Lariat）
進化順序：
劲霸安哥拉兽（阵羽安哥拉兽）（Symbare Angoramon）
成熟期，兽人型，疫苗种。
必杀技：捷舞（Jive）
拉莫尔兽（死神兽/亡使兽）（Lamortmon）
完全体，兽型，疫苗种。
必杀技：祸灾爪（Kaisaisou）
迪尔兔德兽（迪卢木多兔兽）（Diarbbitmon）
究极体，兽骑士型，疫苗种。
必杀技：特拉斯胜击（特拉斯胜斩/胜利斩击）（Trusgain）
洁莉兽（海蜇兽）（Jellymon）
配音：嶋村侑（日本）
東御手洗清司郎的搭档数码兽。软体型数码兽，拥有像水母一样柔软的头。全身柔软，身体还可以收纳进头中，平常仅以头部的状态生活着，只有头部状态时轻盈到只要被风吹到就可以飞翔。可以自由地穿越墙壁地板，性格如同女王一般强势。觉得人类的生活很有趣，因为可以像玩游戏一样参与其中。喜欢吓唬清司郎。
成长期，软体型，数据种。
必杀技：麻痹雷击（麻痹飞雷/滋滋电击）（Bibi Thunder）
進化順序：
特斯拉洁莉兽（特斯拉海蜇兽）（Tesla Jellymon）
成熟期，软体型，数据种。
必杀技：僧帽水母拳（僧帽拳）（Physawrist）
忒提斯兽（忒提丝兽/特蒂斯兽）（Tethysmon）
完全体，水栖兽人型，数据种。
必杀技：麻痹粉碎者（霹雳碎击/麻痹碎击）（Biri Smasher）
安菲兽（海后安菲兽）（Amphimon）
究极体，改造型，数据种。
必杀技：冰晶冻结（冰晶冻击）（Crystal Freezer）

### 主角群家人和搭档数码兽
天之河北斗（Amanokawa Hokuto）
配音：高橋廣樹（日本）
人工智能相关的开发者，妻子在国外从事NPO工作，天之河宙的父亲。在宙的初中入学式那天失踪了，留下了名为「数码器」（Digivice）的「生命手环」（Vital Bracelet），并将伽马兽托付给了宙。
梗犬兽助手（大耳兽助手）（Terriermon Assistant）
配音：多田葵（日本）
天之河北斗的搭档数码兽，一直在协助天之河北斗。努力又热心的个性，非常喜欢学习关于数码兽种类和生态的内容，将学到的知识传授给更多的人。此外还有将胸前的徽章变大扔出去的「大徽章完美」。
成长期，兽型，疫苗种。
必杀技：大徽章完美（超赞大徽章/完美大徽章）（Dai Bacchi Goo）

### 主角群同学和朋友
野村小太郎（Nomura Kotaro）
配音：阪口大助（日本）
私立叶樱学院中等部，初中一年级→初中二年级，13岁→14岁。
天之河宙的同班同学兼朋友，总是依赖宙，经常对女生色眯眯。反复遭受「全息幽灵」引起的怪奇现象的影响。
宇田川葵（Udagawa Aoi）
配音：關根有咲（日本）
中高一贯制女子学校，初中一年级→初中二年级，13岁→14岁。
月夜野瑠璃和柏木美佳的同班同学兼朋友，三人一起去了各种各样的地方。快活开朗的性格。
柏木美佳（Kashiwagi Mika）
配音：田口奏弥（日本）
中高一贯制女子学校，初中一年级→初中二年级，13岁→14岁。
月夜野瑠璃和宇田川葵的同班同学兼朋友，三人一起去了各种各样的地方。沉着稳重的性格。

### 数码世界·拉克
量子兽（Quantumon）
配音：早見沙織（日本）
究极体，妖精型，数据种。
必杀技：无尽旅程（无尽旅途）（Unlimited Journey）
花开领主兽（花卉领主兽）（Bloom Lordmon）
配音：池田秀一（日本）
究极体，妖精型，疫苗种。
必杀技：复合之种（Multiple Seed）
黑迪路兽Uver.（黑暗迪路兽Uver.）（Black Tailmon Uver.）
成熟期，魔兽型，病毒种。
必杀技：猫猫拳（Neko Punch）
亚古兽（黑）（Agumon(Black)）
成长期，爬虫类型，病毒种。
必杀技：小型火焰（Baby Flame）
黑加鲁哥兽（Black Galgomon）
成熟期，兽人型，疫苗种。
必杀技：加特林武装（格林机关枪）（Gatling Arm）
黑古拉兽（Black Growmon）
成熟期，魔龙型，病毒种。
必杀技：排射烈焰（排射火炎/魔龙火焰）（Exhaust Flame）

### 其他数码兽
时钟兽（Clockmon）
配音：岩田光央（日本）
成熟期，机械型，数据种。
必杀技：时空破坏者（超时空破碎/破坏时空）（Chrono Breaker）
吱吱兽（芝蒙兽/老鼠兽）（Tyumon）
配音：角倉英里子（日本）
成长期，兽型，病毒种。
必杀技：奶酪炸弹（乳酪炸弹）（Cheese Bakudan）
木乃伊兽（Mummymon）
配音：菅生隆之（日本）
完全体，不死型，病毒种。
必杀技：蛇型绷带（绷带蛇击）（Snake Bandage）
德拉库兽（德古兽）（Dracumon）
配音：宮田幸季（日本）
成长期，不死型，病毒种。
必杀技：恶梦之眼（Eye of Nightmare）
南瓜兽（Pumpmon）
配音：高戶靖廣（日本）
完全体，玩偶型，数据种。
必杀技：不给糖就捣蛋（捉弄或款待）（Trick or Treat）
蜡烛兽（腊烛兽）（Candmon）
配音：廣瀨有紀（日本）
成长期，火焰型，数据种。
必杀技：篝火（爆热火球）（Bonfire）
画家兽（绘师兽/绘图兽）（Ekakimon）
配音：田邊幸輔、田中啟太郎（日本）
成长期，突然变异型，数据种。
必杀技：多彩变化（Colorful Change）
摩仁罗兽（天龙兽）（Majiramon）
配音：宝龟克寿（日本）
完全体，圣龙型，数据种。
必杀技：刺穿（Vedhaka）
羽蛇兽（哥多路兽/蛇神兽）（Quetzalmon）
装甲体，幻兽型，自由种/疫苗种。
必杀技：僵硬之波（冷冻波/冰冻之翼）（Freeze Wave）
兔仔兽（Bitmon）
装甲体，哺乳类型，自由种/疫苗种。
必杀技：长耳枪刺（Ear Lancer）
山羊兽（Goatmon）
装甲体，哺乳类型，自由种/疫苗种。
必杀技：神秘之铃（Mystic Bell）
塞壬兽（Sirenmon）
配音：水樹奈奈（日本）
完全体，神人型，数据种。
必杀技：第一曲《复调》（No.1《Polyphony》）
妖狐兽（狐妖兽/黑九尾狐兽）（Youkomon）
配音：千葉進步（日本）
成熟期，妖兽型，数据种。
必杀技：邪炎龙（Jaenryuu）
八咫乌兽（八咫鸦兽）（Yatagaramon）
配音：增谷康紀（日本）
完全体，妖鸟型，疫苗种。
必杀技：瓮布都神（Mikafutsu no Kami）
小锹形虫兽（机甲虫兽/小古加兽）（Kokuwamon）
配音：浦和惠（日本）
成长期，机械型，数据种。
必杀技：剪刀臂迷你版（迷你剪刀臂/迷你电剪拳）（Scissor Arms Mini）
独角兽（独角马兽）（Unimon）
配音：高塚正也（日本）
成熟期，幻兽型/合成型，疫苗种。
必杀技：圣弹（神圣飞弹/神圣射击/圣灵炮/圣光球射击）（Holy Shot）
几维鸟兽（奇鸟兽）（Kiwimon）
配音：元吉有希子（日本）
成熟期，古代鸟型，数据种。
必杀技：小型啄喙（小鸟啄击）（Little Pecker）
蛇鸡兽（巨鸡兽）（Cockatrimon）
成熟期，巨鸟型，数据种。
必杀技：石化之火（石化死光）（Petra Fire）
修女兽 天蓝（Sistermon Ciel）
配音：尤加奈（日本）
成熟期，玩偶型，数据种/病毒种/疫苗种。
必杀技：白诘一文字切（Shirotsume Ichimonji-giri）
飞蜂兽（Flybeemon）
配音：小野将梦（日本）
装甲体，昆虫型，自由种/数据种。
必杀技：飞翼火花（飞行火花/飞虫火花）（Fly Spark）
大象兽（Elephamon）
配音：山口太郎（日本）
装甲体，改造型，自由种/疫苗种。
必杀技：氮加速涡轮波（硝基涡轮波）（Nitro Turbine Wave）
金属幻影兽（钢铁死神兽/金属幽灵兽/地狱死神兽）（Metal Fantomon）
配音：江川央生（日本）
完全体，改造型，数据种。
必杀技：灵魂猎杀（灵魂掠夺）（Soul Predator）
波高兽（百晓兽）（Bokomon）
配音：沼田祐介（日本）
成长期，突然变异型，疫苗种。
必杀技：猛冲刺逃跑（Nigeashi MouDash）
梦貘兽（食梦兽/巴古兽）（Bakumon）
配音：折笠愛（日本）
成长期，圣兽型，疫苗种。
必杀技：恶梦症候群（Nightmare Syndrome）
金角兽（Kinkakumon）
配音：小松由佳（日本）
成熟期，鬼人型，病毒种。
必杀技：鬼爆葬（Kibakusou）
银角兽（Ginkakumon）
配音：稻田徹（日本）
成熟期，鬼人型，病毒种。
必杀技：鬼炎弹（Kiendan）
裂破兽（镰鼬兽）（Reppamon）
配音：松風雅也、乃村健次（日本）
成熟期，圣兽型，疫苗种。
必杀技：驱驱裂空斩（Kurukuru Rekkuzan）
薯条兽（Potamon）
配音：川口莉奈（日本）
成熟期，食物型，疫苗种。
必杀技：咻咻薯条（Shuba Shuba Potato）
五彩兽（焰彩兽）（Muchomon）
配音：高橋花林（日本）
成长期，鸟型，数据种。
必杀技：热带喙啄（热带鸟嘴）（Tropical Beak）
佛洛拉兽（花拉兽）（Floramon）
配音：齊藤明日美（日本）
成长期，植物型，数据种。
必杀技：过敏喷雾（Allergy Shower）
毒古尼兽（Dokunemon）
成长期，幻虫型，病毒种。
必杀技：蠕虫毒液（Worm Venom）
电力兽（艾力兽）（Elecmon）
成长期，哺乳类型，数据种。
必杀技：闪烁雷击（闪光电击）（Sparkling Thunder）
拉布拉兽（利芭兽）（Labramon）
成长期，兽型，疫苗种。
必杀技：巡回犬吠（痊愈吼叫）（Retribark）
杂草兽（Zassoumon）
配音：西村知道、中村光樹（日本）
成熟期，植物型，病毒种。
必杀技：压榨藤蔓（Squeeze Bine）
显示屏兽（显示器兽）（Monitamon）
配音：龍田直樹（日本）
成长期，布朗型，数据种。
必杀技：火弹（Kadan）
海豹龙兽（Sealsdramon）
配音：神奈延年（日本）
成熟期，改造型，病毒种。
必杀技：死亡背后（Death behind）
金刚兽（猩猩兽）（Gorimon）
配音：高戶靖廣（日本）
成熟期，兽人型，数据种。
必杀技：强力击（超力攻击）（Power Attack）
沙罗曼蛇兽（火蜥蜴兽/火蝾螈兽）（Salamandamon）
配音：渡邊美佐（日本）
装甲体，两栖类型，病毒种。
必杀技：回燃（Backdraft）
黄蜂兽（皇蜂兽）（Flymon）
成熟期，昆虫型，病毒种。
必杀技：致命毒针（必杀皇蜂针）（Deadly Sting）
向日葵兽（Sunflowmon）
配音：今野宏美（日本）
成熟期，植物型，数据种。
必杀技：太阳光束（阳光射线/太阳镭射）（Sunshine Beam）
单角龙兽（Monodramon）
成长期，小龙型，疫苗种。
必杀技：冲击拳头（Beat Knuckle）
小猴兽（顽猴兽）（Koemon）
配音：津村真琴（日本）
成长期，兽型，病毒种。
必杀技：小型弹弓（宝贝弹弓）（Baby Sling）
费勒斯兽（菲利斯兽）（Phelesmon）
配音：置鮎龍太郎（日本）
完全体，堕天使型，病毒种。
必杀技：恶魔呼啸（暗影咆哮）（Demon's Shout）
魔鬼兽（夜魔兽）（Boogiemon）
配音：蟹江俊介、竹内大生（日本）
成熟期，魔人型，病毒种。
必杀技：死亡突刺（死亡冲突）（Death Clash）
獠牙兽（狼牙兽）（Fangmon）
配音：中村光樹（日本）
成熟期，魔兽型，数据种。
必杀技：爆破灵棺（Blast Coffin）
小恶魔兽（蝙蝠兽）（Pico Devimon）
成长期，小恶魔型，病毒种。
必杀技：小型飞镖（小恶魔飞镖/爆破冰针/顽皮飞箭）（Pico Darts）
树灵兽（祖利兽）（Jyureimon）
配音：青森伸（日本）
完全体，植物型，病毒种。
必杀技：樱桃炸弹（Cherry Bomb）
森林贝壳兽（Mori Shellmon）
配音：松野太纪（日本）
成熟期，软体型，数据种。
必杀技：打桩贝壳（坚壳打桩/堆叠贝壳）（Pile Shell）
企鹅兽（Penmon）
成长期，鸟型，疫苗种。
必杀技：无限耳光（Mugen Binta）
雪人兽（Yukidarumon）
配音：松嶌杏實、木村真悠、齊藤明日美（日本）
成熟期，冰雪型，疫苗种。
必杀技：绝对零度拳（绝对零度雪合战）（Zettai Reido Punch）
冰石兽（Icemon）
配音：玲美（日本）
成熟期，冰雪型，数据种。
必杀技：雪球炸弹（冰球炸弹）（Iceball Bomb）
天鹅兽（Swanmon）
装甲体，鸟型，自由种/疫苗种。
必杀技：羽绒旋风（羽毛龙卷风）（Down Tornado）
冰象兽（融雪兽）（Frozomon）
配音：小山力也（日本）
完全体，机械型，病毒种。
必杀技：清除吹袭（替换式神拳）（Removal Blow）
蘑菇兽（Mushmon）
配音：玲美、龍田直樹（日本）
成长期，植物型，病毒种。
必杀技：毒蘑菇炸弹（剧毒超蘑菇）（Poison S-mush）
蝌蚪兽（Otamamon）
成长期，两栖类型，病毒种。
必杀技：催眠泡泡（睡之泡/摇篮曲泡泡）（Lullaby Bubble）
使魔兽（黑巴达兽）（Tukaimon）
成长期，哺乳类型，病毒种。
必杀技：坏消息（坏讯息）（Bad Message）
齿轮兽（Hagurumon）
成长期，机械型，病毒种。
必杀技：黑暗齿轮（Darkness Gear）
守卫机器人兽（守卫兽）（Guardromon）
成熟期，机械型，病毒种/数据种。
必杀技：毁灭榴弹（毁灭榴弹炮/破坏榴弹炮）（Destruction Grenade）
乌龟兽（Kamemon）
成长期，改造型，数据种。
必杀技：指示箭头（Pointer Arrow）
河童兽（Gawappamon）
配音：上村典子、中友子、齋藤彩夏（日本）
成熟期，改造型，数据种。
必杀技：DJ射击（DJ飞盘击）（DJ Shooter）
小熊兽（Bearmon）
成长期，兽型，疫苗种。
必杀技：小熊正拳冲（Koguma Seikenduki）
灰熊兽（爪熊兽）（Gryzmon）
成熟期，兽型，疫苗种。
必杀技：当身返（Atemigaeshi）
加支兽（Gazimon）
配音：阪本久瑠實（日本）
成长期，哺乳类型，病毒种。
必杀技：麻痹之息（麻痹毒气）（Paralyze Breath）
哈奴兽（猿人兽/哈努兽/孙悟空兽）（Hanumon）
配音：半田裕典（日本）
成熟期，兽人型，疫苗种。
必杀技：怒发天（Dohatsuten）
电力兽（紫）（艾力兽（紫））（Elecmon (Violet)）
配音：大和田仁美（日本）
成长期，哺乳类型，病毒种。
必杀技：干扰雷击（Jamming Thunder）
雷电球兽（闪电球兽）（Thunderballmon）
配音：沼田祐介、大和田仁美（日本）
成熟期，突然变异型，数据种。
必杀技：雷丸（闪电球）（Thunderball）
麻鹰兽（Hawkmon）
配音：關根有咲、長江里加（日本）
成长期，鸟型，自由种/数据种。
必杀技：飞羽斩（羽毛回力镖/羽毛回力刀）（Feather Slash）
虎鲸兽（Orcamon）
装甲体，水栖兽人型，自由种/数据种。
必杀技：瓦萨罗碎击（潜泳碎击）（Vassallo Crush）
彼得兽（Petermon）
配音：野島健兒（日本）
成熟期，妖精型，数据种。
必杀技：狙击刺杀（Snipe Sting）
铁钩船长兽（Captain Hookmon）
配音：堀內賢雄（日本）
完全体，海人型，疫苗种。
必杀技：怒意巨锚（Rage Giga Anchor）
小妖精兽（妖精兽）（Picklemon）
配音：吉田小南美（日本）
完全体，妖精型，数据种/疫苗种。
必杀技：比特炸弹（微小炸弹/位元炸弹/妖精炸弹）（Bit Bomb）
黑暗蜥蜴兽（Dark Lizamon）
配音：竹内良太（日本）
成熟期，邪龙型，病毒种。
必杀技：恐惧火焰（Dread Fire）
刃龙兽（黑巴多拉兽）（Saberdramon）
配音：高塚正也（日本）
成熟期，巨鸟型，疫苗种/病毒种。
必杀技：黑刃（黑色刀刃）（Black Saber）
阿剌克涅兽（亚基利兽）（Archnemon）
配音：山崎和佳奈（日本）
完全体，魔兽型，病毒种。
必杀技：蜘蛛丝线（蜘蛛吐丝/蜘蛛吐丝攻击）（Spider Thread）
毒蜘蛛兽（蜘蛛兽）（Dokugumon）
成熟期，昆虫型，病毒种。
必杀技：穿孔毒针（最强毒针/追击刺杀/毒蛛丝）（Stinger Poration）
枕头兽（Pillomon）
配音：齋藤彩夏（日本）
成长期，哺乳类型，疫苗种。
必杀技：催眠曲泡泡（催眠泡泡/睡之泡）（Lullaby Bubble）
骷髅暴龙兽（丧尸暴龙兽）（Skull Greymon）
配音：江川央生（日本）
完全体，不死型/骨架型，病毒种。
必杀技：爆心地（零式巡航导弹/零式巡航飞弹）（Ground Zero）
闪蝶兽（Morphomon）
配音：大和田仁美（日本）
成长期，昆虫型，疫苗种。
必杀技：唧唧治愈（Rinrin Therapy）
鼻涕兽（Numemon）
配音：沼田祐介（日本）
成熟期，软体型，病毒种/数据种。
必杀技：大便投掷（粪便投射）（Unchi Nage）
阿杰特兽（森林恶魔兽）（Ajatarmon）
配音：本田貴子（日本）
完全体，植物型，疫苗种。
必杀技：突袭劈刀（突袭手斧）（Assault Hatchet）
吸血魔兽（古堡恶魔兽/班底兽）（Vamdemon）
配音：森川智之（日本）
完全体，不死型，病毒种。
必杀技：夜魔飞袭（黑夜蝙蝠）（Night Raid）
斗牛士兽（Matadrmon）
配音：堀秀行（日本）
完全体，不死型，病毒种。
必杀技：武舞独缲（Bulldog）
血狼兽（Sangloupmon）
配音：高塚正也（日本）
成熟期，魔兽型，病毒种。
必杀技：突刺刃（贯穿刀刃）（Sticker Blade）
数码蛋兽（蛋蛋兽）（Digitamamon）
配音：釘宮理惠（日本）
完全体，完美型，数据种。
必杀技：恶梦症候群（黑影魔法）（Nightmare Syndrome）
白金鼻涕兽（Platinum Numemon）
究极体，突然变异型/软体型，病毒种。
必杀技：白金大便（白金粪便）（Platinum Excrement）
激流兽（Splashmon）
配音：三浦祥朗（日本）
完全体，水栖兽人型，病毒种。
必杀技：水珠溺杀（溺死水泡）（Bead-drown）
驼鹿兽（麋鹿兽/角鹿兽）（Moosemon）
配音：火山太田（日本）
装甲体，古代兽型，自由种/数据种。
必杀技：巨角斩（冰角斩）（Horn Blade）
阿修罗兽（Asuramon）
配音：玄田哲章、關俊彥、山崎巧（日本）
完全体，魔人型，疫苗种。
必杀技：阿修罗神拳（Asura Shinken）
金刚杵兽（Kongoumon）
装甲体，昆虫型，自由种/数据种。
必杀技：铁炮（Teppou）
热带兽（Toropiamon）
配音：山田真一（日本）
完全体，植物型，病毒种。
必杀技：花瓣杀戮（Petally Carnage）
小毒蜘蛛兽（小蜘蛛兽）（Kodokugumon）
成长期，昆虫型，病毒种。
必杀技：毒爪（剧毒之爪）（Poison Nail）
刺猬兽（Herissmon）
配音：宮原弘和（日本）
成长期，哺乳类型，数据种。
必杀技：闪光针毛（Lightning Fur）
门左卫兽（熊仔兽）（Monzaemon）
配音：入野自由（日本）
完全体，玩偶型，疫苗种。
必杀技：爱心一击（爱心攻击）（Lovely Attack）
恶门左卫兽（恶霸熊仔兽/邪恶熊仔兽/丧尸熊仔兽）（Waru Monzaemon）
配音：松山鹰志（日本）
完全体，玩偶型，病毒种。
必杀技：心碎打击（心碎一击/心碎攻击）（Heartbreak Attack）
EX巨龙兽（巨龙兽EX/玩偶巨龙兽）（Ex-Tyranomon）
配音：白鳥哲（日本）
完全体，玩偶型，疫苗种/病毒种。
必杀技：可爱一击（漂亮攻击）（Pretty Attack）
哥布林兽（野人兽）（Goburimon）
配音：中村光樹（日本）
成长期，鬼人型，病毒种。
必杀技：哥布林强袭（野人火焰弹/野人强棒）（Goburi Strike）
兹巴兽（Zubamon）
配音：津田美波（日本）
成长期，武器型，疫苗种。
必杀技：二十俯冲（二十连俯冲）（Twenty Dive）
武士兽（Musyamon）
配音：江原正士（日本）
成熟期，魔人型，病毒种。
必杀技：格杀勿论（百物斩）（Kirisute Gomen）
冒充兽（变装兽/伪装兽）（Betsumon）
配音：岸尾大輔、水田山葵、中村光樹、淺野良介、玲美、寺崎千波也、橘内良平（日本）
完全体，玩偶型，数据种。
必杀技：冷笑话（Cold Gag）
缅因猫兽（缅库兽）（Meicoomon）
配音：長島茂（日本）
成熟期，种族不明，病毒种/自由种。
必杀技：禁闭之爪（闭合之爪）（Shut Claw）
顽石兽（矿石兽）（Gottsumon）
配音：粕谷雄太（日本）
成长期，矿石型，数据种。
必杀技：愤怒之石（愤怒岩石/愤怒之石击）（Angry Rock）
塞皮克兽（土人兽）（Sepikmon）
配音：齋藤彩夏（日本）
装甲体，魔人型，自由种/数据种。
必杀技：灵魂回力镖（超速回力刀）（Spirit Boomerang）
贞德兽（圣女兽）（Darcmon）
配音：齋賀光希（日本）
成熟期，天使型，疫苗种。
必杀技：圣女（圣女剑）（La Pucelle）
蝎狮兽（Manticoremon）
配音：高塚正也（日本）
完全体，魔兽型，病毒种。
必杀技：三位一体福音（Trinity Gospel）
巨人兽（巨岩兽）（Gigasmon）
配音：魚建（日本）
混合体，矿物型，可变种。
必杀技：大地震（大地怒震）（Earthquake）
稀有烂泥兽（烂泥烂泥兽）（Rare Raremon）
配音：增谷康紀（日本）
完全体，不死型，病毒种。
必杀技：消化（吞噬消化）（Digest）
妖道兽（祭拜兽/道满兽/黑祭师兽）（Doumon）
配音：綠川光（日本）
完全体，魔人型，数据种。
必杀技：鬼门遁甲（Kimontonkou）
飞龙兽（Airdramon）
配音：置鮎龍太郎（日本）
成熟期，幻兽型，疫苗种。
必杀技：旋针（旋转飞针）（Spinning Needle）
龙蛇兽（龙骀兽/龙将兽）（Ryudamon）
配音：菊池正美（日本）
成长期，兽型，疫苗种。
必杀技：居合刃（Iaijin）
银龙兽（猛龙将兽）（Ginryumon）
成熟期，兽龙型，疫苗种。
必杀技：棒阵破（Boujinha）
牛鬼兽（Gyukimon）
完全体，魔兽型，病毒种/数据种。
必杀技：八束染缚（Yatsuka Senbaku）
乌贼兽（卡玛拉兽）（Calamaramon）
配音：名塚佳織（日本）
混合体，水栖型，可变种。
必杀技：泰坦冲击（震撼铁达尼）（Titanic Charge）
小丑兽（Piemon）
配音：山路和弘（日本）
究极体，魔人型，病毒种。
必杀技：王牌飞剑（皇牌飞刀/夺命飞剑）（Trump Sword）
梅菲斯兽（靡菲斯兽）（Mephismon）
配音：齊藤次郎（日本）
完全体，堕天使型，病毒种。
必杀技：死亡黑云（死亡之云）（Death Cloud）
烈焰巫师兽（炎巫师兽/火巫师兽）（Fla Wizarmon）
配音：近藤孝行（日本）
装甲体，魔人型，病毒种。
必杀技：火云（火焰召唤）（Fire Cloud）
猞猁兽（焰狮兽）（Lynxmon）
配音：山口太郎（日本）
装甲体，兽型，自由种/疫苗种。
必杀技：热量鬃毛（炙热鬃毛）（Thermal Mane）
负鼠兽（Opossummon）
配音：白石涼子（日本）
装甲体，兽型，自由种/数据种/疫苗种。
必杀技：疯狂气球炸弹（Mad Balloon Bomb）
飞猫兽（火山猫兽）（Tobucatmon）
配音：菊池心（日本）
成熟期，玩偶型，数据种。
必杀技：跃动不死鸟（Flying Pheonix）
胧魂兽（Oboromon）
配音：火山太田、鹽屋浩三、池水通洋、增谷康紀、中根徹（日本）
完全体，不死型，病毒种。
必杀技：千万之太刀（千万太刀/万千太刀）（Chiyorozu no Tachi）
复眼兽（多目兽）（Eyesmon）
配音：中尾隆聖（日本）
成熟期，魔龙型，病毒种。
必杀技：愚幻（Gugen）
复眼兽：分裂形态（多目兽：分散形态）（Eyesmon: Scatter Mode）
成熟期，魔龙型，病毒种。
必杀技：影缚（影子束缚）（Kageshibari）
安底罗兽（玉兔兽）（Andiramon）
配音：鈴村健一（日本）
完全体，圣兽型，病毒种。
必杀技：冥想治愈（Meditation Cure）
报道兽（Publimon）
配音：山口勝平（日本）
成熟期，突然变异型，数据种。
必杀技：双重压迫（双重迫压）（Dual Presser）
夹竹桃兽（Oleamon）
配音：池澤春菜（日本）
完全体，食虫植物型，病毒种。
必杀技：华美（邪恶美宴/邪异美宴）（Jameal）
阴影龙兽（烈焰蝴蝶兽/沙多拉兽）（Shadramon）
配音：檜山修之（日本）
装甲体，昆虫型，自由种/病毒种。
必杀技：闪光爆破（炎爆风炮/闪耀爆击）（Flare Buster）
纳米兽（分子兽）（Nanomon）
配音：島田敏（日本）
完全体，机械型，病毒种。
必杀技：插头炸弹（插入式炸弹）（Plug Bomb）
毒蘑菇兽（双孢菇兽）（Chamblemon）
配音：佐藤節二、真殿光昭、半田裕典、宮原弘和（日本）
成熟期，食物型/植物型，病毒种。
必杀技：甜蜜孢子（甘甜孢子）（Sweepore）
卑劣兽（庸俗兽）（Geremon）
配音：浦和惠（日本）
成熟期，软体型，病毒种。
必杀技：超恶臭（Hyper Smell）
女巫兽（Witchmon）
配音：潘惠美（日本）
成熟期，魔人型，数据种。
必杀技：烈风（卢娜烈风/削骨狂风）（Baluluna Gale）
爱精灵兽（Pucchiemon）
配音：本渡楓（日本）
装甲体，妖精型，自由种/疫苗种。
必杀技：爱心光线（爱心光束）（Heartner Beam）
缅破兽：凶恶形态（Meicrackmon: Vicious Mode）
完全体，种族不明，病毒种/自由种。
必杀技：毛毡分身（刺毛分身/毡制）（Felt Made）
黑暗骑士兽（暗黑骑士兽）（Dark Knightmon）
配音：三宅健太（日本）
完全体，暗黑骑士型，病毒种。
必杀技：双头矛（双子之枪）（Twin Spear）
沙悟净兽（悟净兽）（Shawujinmon）
配音：平田廣明（日本）
完全体，魔人型，病毒种。
必杀技：月牙斩（Getsugazan）
巴尔兽（巴力兽/地魔神兽）（Baalmon）
配音：櫻井孝宏（日本）
完全体，魔人型，自由种/病毒种。
必杀技：神打（Kamiuchi）
章鱼兽（八爪鱼兽）（Octmon）
配音：興津和幸、山口太郎（日本）
成熟期，软体型，病毒种。
必杀技：海鸣墨枪（海贼墨枪）（Kaimei Bokujuu）
藤壶兽（Fujitsumon）
配音：竹本英史、金井美香（日本）
贝型，属性不明。
巴斯特兽（巴斯迪兽/芭丝特兽）（Bastemon）
配音：生天目仁美（日本）
完全体，兽人型，病毒种。
必杀技：混乱（螺旋滑梯）（Helter Skelter）
葛叶兽（黑沙古牙兽/古祖哈兽）（Kuzuhamon）
配音：浅野麻由美（日本）
究极体，神人型，数据种。
必杀技：里饭纲（Ura Izuna）
葛叶兽：巫女形态（黑沙古牙兽：巫女形态/古祖哈兽：巫女形态）（Kuzuhamon: Miko Mode）
究极体，神人型，数据种。
必杀技：里饭纲（Ura Izuna）
莉莉丝兽（Lilithmon）
配音：園崎未惠（日本）
究极体，魔王型，病毒种。
必杀技：幻痛（幻影苦痛）（Phantom Pain）
刻耳柏洛兽（沙路比兽/沙比路兽/地狱犬兽）（Cerberumon）
配音：志村知幸（日本）
完全体，魔兽型，疫苗种/病毒种。
必杀技：地狱业焰（地狱火焰/地狱之火/疯狗烈焰）（Hellfire）
刻耳柏洛兽：狼人形态（沙路比兽：狼人形态/沙比路兽：狼人形态/地狱犬兽：狼人形态）（Cerberumon: Werewolf Mode）
完全体，魔人型，疫苗种。
必杀技：地狱业焰（地狱火焰/地狱之火/疯狗烈焰）（Hellfire）
光明兽（六翅兽）（Lucemon）
成长期，天使型，疫苗种。
必杀技：宏伟十字架（超十字功/超十字斩）（Grand Crossr）
比特兽（炎天使兽/火天使兽）（Pidmon）
成熟期，天使型，疫苗种。
必杀技：火焰之羽（Fire Feather）
法老兽（Pharaohmon）
究极体，魔人型，病毒种。
必杀技：死灵魔雾（皇者毒雾）（Necromist）
古代狮身人面兽（古代黑狮兽/古代斯芬克斯兽）（Ancient Sphinxmon）
配音：木下浩之（日本）
究极体，古代幻兽型，病毒种。
必杀技：死蚀（死灵日蚀）（Necro Eclipse）
怪蛙兽（Gekomon）
配音：松野太紀（日本）
成熟期，两栖类型，病毒种。
必杀技：碰撞交响乐（粉碎交响曲/古典交响乐）（Crash Symphony）
老爷怪蛙兽（Tonosama Gekomon）
配音：速水獎（日本）
完全体，两栖类型，病毒种。
必杀技：花腔音调（破坏音波/低周波攻击）（Samurai Tone）
克希拉兽（隐密者兽）（Cthyllamon）
配音：石上靜香（日本）
究极体，妖精型，病毒种。
必杀技：深海地狱（Ocean Hell）
半鱼兽（奇蛙兽）（Hangyomon）
配音：幸野善之、宮原弘和（日本）
完全体，水栖兽人型，数据种。
必杀技：强袭捕鱼（强袭鱼叉/鱼叉重击）（Strike Fishing）
潜艇兽（潜鲨兽）（Submarimon）
配音：菅原正志（日本）
装甲体，水栖型，自由种/疫苗种。
必杀技：氧气自导（高压氧气）（Oxygen Homing）
月之千年兽（Moon Millenniumon）
究极体，邪神型，病毒种。
必杀技：死亡水晶（Death Crystal）
最终千年兽（终末千年兽）（Zeed Millenniumon）
配音：谷昌樹（日本）
究极体，邪神型，病毒种。
必杀技：时空破灭（时空破灭者）（Time Destroyer）
钩爪兽（妖爪兽/烈爪兽/爪子兽/水母爪兽）（Tsumemon）
幼年期Ⅱ，种族不明，自由种。
必杀技：指爪切斩（钉之刻痕）（Nail Scratch）
灾厄兽（邪魔兽/地狱小鬼兽）（Evilmon）
成熟期，小恶魔型，病毒种。
必杀技：恶梦休克（恶梦惊狂）（Nightmare Shock）
键天使兽（钥匙天使兽）（Clavis Angemon）
配音：杉田智和（日本）
究极体，力天使型，疫苗种。
必杀技：钥匙（关键之钥）（The Key）
冰凉兽（冰冷兽）（Hiyarimon）
配音：和多田美咲（日本）
幼年期Ⅱ，小型，无属性。
必杀技：钻石星辰（Diamond Dust）
小妖兽（Impmon）
配音：玲美（日本）
成长期，小恶魔型，病毒种。
必杀技：暗夜之炎（暗夜火焰）（Night of Fire）
古尼兽（Kunemon）
配音：川口櫻（日本）
成长期，幼虫型，病毒种。
必杀技：电气丝（Electric Thread）
沙蜥蜴兽（Sunarizamon）
成长期，爬虫类型，病毒种。
必杀技：沙砾钩爪（Grit Nail）
戈格马兽（哥革玛兽）（Gogmamon）
配音：火山太田（日本）
完全体，矿石型，疫苗种。
必杀技：巨人磨碎机（Giant Grater）
晶界兽（水晶兽）（Quartzmon）
配音：小杉十郎太（日本）
究极体，种族不明，属性不明。
必杀技：间隙粒子炮（Gypt Ryushi Hou）
皱褶兽（Frimon）
幼年期Ⅱ，小型，无属性。
必杀技：尾击（Tail Slap）
普罗罗兽（普洛洛兽）（Puroromon）
幼年期Ⅱ，小型，无属性。
必杀技：刺扎（Chikkuritto）
卡普利兽（加利兽）（Caprimon）
幼年期Ⅱ，小型，无属性。
必杀技：嚎叫电频（嚎叫赫兹）（Howling Hertz）
年糕兽（Mochimon）
幼年期Ⅱ，小型，无属性。
必杀技：伸缩性泡泡（Shinshukusei no aru Awa）
珀罗兽（钝钝兽/波罗兽）（Poromon）
幼年期Ⅱ，小鸟型，无属性。
必杀技：珀罗罗微风（钝钝微风）（Pororo Breeze）
帕古兽（柏古兽）（Pagumon）
幼年期Ⅱ，小型，无属性。
必杀技：毒性泡泡（Doku no Awa）
普斯利兽（尖刺兽）（Pusurimon）
幼年期Ⅱ，小型，无属性。
必杀技：尖尖翻滚（Chikuchiku Rolling）
跳跳兽（Hopmon）
幼年期Ⅱ，幼龙型，无属性。
必杀技：哈嘻（跳动）（Hop Hip）
日光兽（阳阳兽/阳光兽）（Sunmon）
幼年期Ⅱ，小型，无属性。
必杀技：光热泡泡（阳光泡泡）（Sunlight Bubble）
月光兽（月月兽/月亮兽）（Moonmon）
幼年期Ⅱ，小型，无属性。
必杀技：月光泡泡（Moonlight Bubble）
小小兽（硝奥兽/硝典兽）（Xiaomon）
幼年期Ⅱ，小型，无属性。
必杀技：除魔（Chumo）
叽叽兽（Chicchimon）
幼年期Ⅱ，无属性。
必杀技：小型圣火（Petit Holy Flare）
小燃烧兽（小火焰兽）（Peti Meramon）
幼年期Ⅱ，火焰型，无属性。
必杀技：小火焰弹（Fireball）
炸鸡球兽（炸鸡块兽/幼鸟兽）（Torikara Ballmon）
幼年期Ⅱ，食物型，无属性。
必杀技：植物性之泡（植物性泡泡）（Shokubutsusei no Awa）
也也兽（Yarmon）
幼年期Ⅱ，小型，无属性。
必杀技：涂料飞溅（Paint Splash）
布加兽（Caprimon）
幼年期Ⅱ，小型，无属性。
必杀技：空气泡泡（Kuuki no Awa）
滚石兽（咕噜兽）（Goromon）
幼年期Ⅱ，矿石型，无属性。
必杀技：岩石之息（Rock Breath）
拨片兽（Pukamon）
幼年期Ⅱ，二流型，无属性。
必杀技：糖梅（甜言蜜语）（Sugar Plum）
查普兽（Chapmon）
幼年期Ⅱ，小型，无属性。
必杀技：泡泡浴（Foam Shower）
巧克力兽（朱古力兽/朱古兽）（Chocomon）
幼年期Ⅱ，小型，无属性。
必杀技：双重泡泡（Double Bubble）
基基兽（Gigimon）
幼年期Ⅱ，小型，无属性。
必杀技：热咬（Hot Bite）
蓑虫兽（幼虫兽）（Minomon）
幼年期Ⅱ，幼虫型，无属性。
必杀技：松球（Pinecone）
种子兽（Tanemon）
幼年期Ⅱ，球根型，无属性。
必杀技：粘着性泡泡（Nenchakusei no Awa）
波可兽（小狐兽）（Pokomon）
幼年期Ⅱ，小型，无属性。
必杀技：杀生石（Sesshouseki）
乌帕兽（奥柏兽）（Upamon）
配音：後藤惠里菜（日本）
幼年期Ⅱ，两栖类型，无属性。
必杀技：激动叫喊（Shock Shout）
副栉龙兽（管鼻龙兽）（Parasaurmon）
成熟期，恐龙型，病毒种。
必杀技：麻痹甜蜜（瘫痪甜蜜）（Palsy Sweet）
豆豆兽（Mamemon）
完全体，突然变异型，数据种。
必杀技：微笑炸弹（豆豆拳击）（Smiley Bomber）
喵喵兽（猫猫兽/小猫兽/咪罗兽）（Nyaromon）
幼年期Ⅱ，小型，无属性。
必杀技：狐尾（妖狐之尾）（Fox Tail）
雪球兽（雪白兽）（Yukimi Botamon）
幼年期Ⅰ，软泥型，无属性。
必杀技：钻石星辰（金钻星尘）（Diamond Dust）
比高兽（球根兽）（Pyocomon）
配音：蜜蜂穗香（日本）
幼年期Ⅱ，球根型，无属性。
必杀技：肥皂花（肥皂之花）（Shabo Flower）
花蕾兽（Budmon）
幼年期Ⅱ，植物型，无属性。
必杀技：毒刺刺（Doku Togetoge）
汪喵兽（Wanyamon）
幼年期Ⅱ，小型，无属性。
必杀技：微笑之牙（微笑獠牙）（Smile Fang）
显示兽（小显示屏兽/小显示器兽）（Monimon）
幼年期Ⅱ，布朗型，无属性。
必杀技：乱破（Rappa）
幼龙兽（Babydmon）
幼年期Ⅱ，幼龙型，无属性。
必杀技：辛辣之气（Hot Gas）
软糖兽（Gummymon）
幼年期Ⅱ，小型，无属性。
必杀技：双重泡泡（Double Bubble）
达贡兽（达高兽/达古兽）（Dragomon）
配音：松山鹰志（日本）
完全体，水栖兽人型，病毒种。
必杀技：禁忌三叉戟（禁忌之三叉戟）（Forbidden Trident）
熊猫兽（猫熊兽）（Pandamon）
配音：藤井剛（日本）
完全体，玩偶型，数据种。
必杀技：动物之爪（动物爪/动物爪子/暴兽巨爪）（Animal Nail）
胶龙兽（Gumdramon）
配音：川名真知子（日本）
成长期，小龙型，疫苗种。
必杀技：橡胶乱打（尾槌乱击）（Ran-gum Break）
小独角仙兽（小比多兽）（Kokabuterimon）
配音：草野太一、川口櫻（日本）
成长期，昆虫型，病毒种。
必杀技：掘杀碎击（Scoop Smash）
锹形虫兽（古加兽）（Kuwagamon）
成熟期，昆虫型，病毒种。
必杀技：剪刀臂（铁剪臂）（Scissor Arms）
腕龙兽（Brachimon）
配音：火山太田（日本）
完全体，长颈龙型，数据种。
必杀技：腕龙泡泡（腕龙吹泡）（Brachio Bubble）
骏鹰兽（仙鹰兽/马鹰兽）（Hippogriffomon）
完全体，幻兽型，数据种。
必杀技：高温热波（高热波）（Heat Wave）
巨龟兽（Jumbo Gamemon）
究极体，改造型，数据种。
必杀技：兆吨水镭射（百万吨水炮）（Megaton Hydro Laser）
鬼怪兽（猛鬼兽/鬼魂兽）（Bakemon）
成熟期，幽灵型，病毒种。
必杀技：地狱之爪（地狱之手/地狱鬼手/地狱咒缚）（Hell's Hand）
强袭龙兽（袭龙兽）（Strikedramon）
成熟期，龙人型，疫苗种。
必杀技：强袭獠牙（Strike Fang）
鹦鹉兽（巴罗多兽）（Parrotmon）
完全体，巨鸟型，疫苗种。
必杀技：音速毁灭者（毁灭音爆）（Sonic Destroyer）
大王花兽（Rafflesimon）
配音：渡邊明乃（日本）
究极体，妖精型，数据种。
必杀技：芭蕾枪（Ballet Gun）

### 其他
幽灵旁白（Ghost Navigator）
配音：竹中直人（日本）
出演：竹中直人（日本）

## 注解
1. ↑  数码怪兽系列、超人力霸王系列、假面騎士系列
2. ↑  数码怪兽系列、鬼滅之刃、我的英雄學院、東京復仇者、逃走中、咒術迴戰
3. ↑  1999年3月7日-2003年3月30日的《数码宝贝大冒险》至《数码宝贝无限地带》为连续档期。
4. 1 2  正篇67话，特别篇1话。
5. 1 2 3  私立叶樱学院（Hasakura Gakuin Junior High School）为中高一贯制（中等部和高等部）寄宿学校，学校原型为武藏學園（武藏大學和武藏中學校·高等學校）。
6. ↑  沉迷于ACG文化，14岁回到日本，在初中体验普通学生的生活。
7. ↑  从小在美国跳级留学的天才少年，13岁研究生毕业。15岁取得情报工学博士。